# Wat Thaton
Il Wat Thaton (in thai: วัดท่าตอนพระอารามหลวง) è un tempio buddista (wat) costituito da un complesso di edifici nel villaggio centrale di Tha Ton, situato su una collina in Thailandia. Il complesso si trova a pochi chilometri dal confine con la Birmania, a 170 km da Chiang Mai e a circa 80 km da Chiang Rai.

## Struttura
Il complesso è suddiviso in quattro livelli, dominati dalla “Pagoda di Cristallo”.

### Primo livello
Al primo livello è collocata la statua di Guan Yin, la dea cinese della Misericordia. La dea è rappresentata vestita di bianco, in piedi su un piedistallo composto da fiori di loto. In questa rappresentazione è raffigurata con due braccia, nonostante in alcune leggende si dica che ne abbia mille, per permetterle di aiutare tutti coloro che soffrono. In una mano sorregge un vaso pieno d’acqua e nell’altra un ramo di salice. Nel buddismo ogni tipo di offerta ha un senso preciso e in questo caso offrire acqua auspica fortuna e condizioni positive nella vita, mentre il salice aiuta nella ricerca della verità.
Su questo livello si trovano anche l'ufficio dell'abate, una scuola buddista e una delle parti più antiche del tempio: il chedi, detto anche stupa.

### Secondo livello
Il secondo livello contiene l'Ubosot, una struttura fondamentale per un tempio buddista thailandese, poiché qui viene svolto il rito upasampadā che ordina i monaci. Per questo motivo l'Ubosot viene chiamato Sala dell'Ordinazione. 
La facciata dell'Ubosot è rivolta a est, mentre il retro è rivolto a ovest. È circondato su tutti i quattro lati da mura decorate da piastrelle colorate. Dalle pareti sporgono otto sema (piccole sculture a forma di cupola che servono a delineare il confine). 
L’edificio è costruito con mattoni ed è ad un solo piano. Il pavimento è diviso su due livelli: il primo è di marmo grigio e sul secondo è disegnato un fiore di loto, simbolo di purezza del corpo e dell'anima.
Il tetto è in legno ed è rivestito da piastrelle. Ha due estensioni rosse, una di fronte e una sul retro. L’intero tetto è adornato da piccole sculture e da piccole campane. I frontoni sono in legno. Qui sono scolpite scene che mostrano Phra Narai che cavalca Garuḍa: Phra Narai è considerato reincarnazione della divinità Nārāyaṇa conosciuta come la divinità creatrice di Brahmā (colui che creò l’universo) e Protettrice dell’Universo.

### Terzo livello
Al terzo livello è situata la Phra Buddha Nirandornchai, una statua bianca del Buddha, seduto mentre sottomette il diavolo Māra. È una posizione emblematica, in quanto Māra, nel Buddismo, è una figura diabolica, un essere non umano, chiamato “Signore della Morte”.
Buddha viene raffigurato nella posizione Bhumisparshamudra, cioè con la mano destra posta sulle gambe allungando le dita verso terra, con il palmo girato all'interno. La mano sinistra è aperta e appoggiata sul ventre, con il palmo verso l'alto. Questa posizione simboleggia la volontà di conquistare l'illuminazione meditando. Le gambe sono in posizione di meditazione (Dhyanasana).

### Quarto livello
Il quarto livello contiene Phra Nakprok, una struttura che ospita il centro di meditazione Vipaśyanā. Per imparare questo tipo di meditazione vengono organizzati dei corsi della durata di dieci giorni in cui vengono insegnate le basi di questa tecnica di allenamento mentale da applicare nella vita di tutti i giorni. Le lezioni di meditazione vengono tenute sia in lingua locale, sia in inglese. 
Sul tetto di questo edificio è collocata una statua del Buddha, raffigurato seduto e protetto da un essere semi-divino di nome nāga, che ha la forma di un serpente a sette teste. 

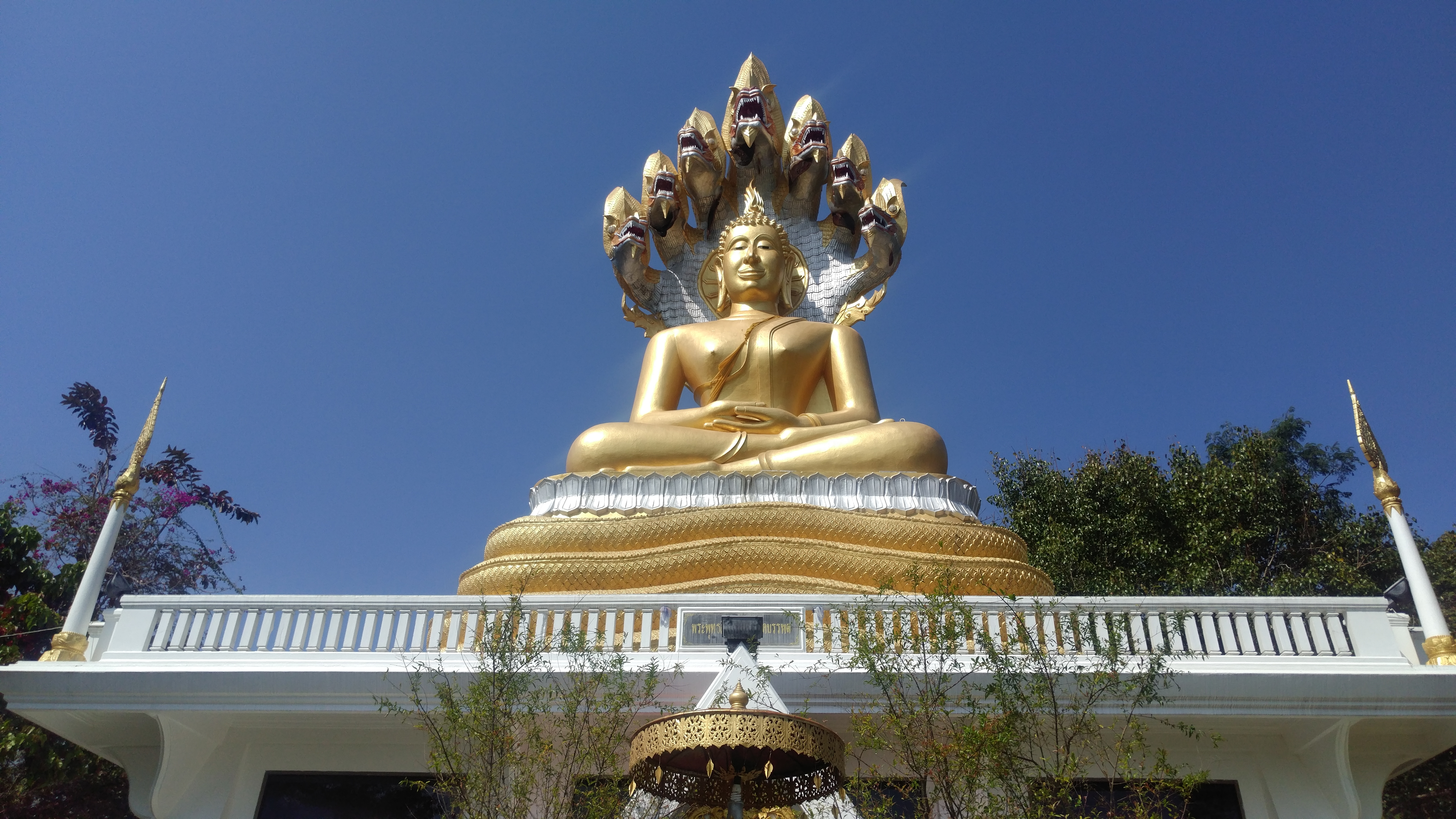
Buddha protetto dal nāga

### Pagoda di Cristallo
Alla sommità del tempio è situata la Pagoda di Cristallo, detta anche Chedi Kaew. Questa struttura è visibile da chilometri di distanza. La parte esterna è variopinta e ha una guglia verde chiaro. La porta è decorata da angeli theravada dorati, su uno sfondo rosso. 
Sopra l'entrata, il Buddha viene rappresentato di fronte alla ruota del Dharma, il simbolo dei suoi insegnamenti. Inoltre, su questa area si affaccia una statua dorata del Buddha che sorregge con la mano un recipiente per le elemosine. La statua è alta dieci metri e ha un valore simbolico importante perché fa riferimento a quando da ragazzo, Buddha partì e andò in giro per il mondo nutrendosi solo del cibo che poteva raccogliere, senza far del male ad alcun animale.
Gli insegnamenti del Buddha sono condensati nel Nobile ottuplice sentiero:
| Insegnamento           | Significato |
| ---------------------- | --- |
| Retta visione          | Si parla retta visione quando gli insegnamenti vengono usati per vedere la verità. È importante liberarsi dal dualismo, cioè dalla filosofia che separa la mente dal corpo. |
| Retta intenzione       | Si intende l'impegno costante nell'arrivare alla Retta Visione, cioè riuscire a controllare il troppo attaccamento al desiderio di vivere e del voler affermare il proprio “io”. |
| Retta parola           | La parola si divide in quattro tipi: astensione dalla parola falsa (dire la verità), astensione dalla parola divisiva (non dire parole che provochino discordia), astensione dalla parola aspra (dire solo parole cortesi, amabili e piacevoli da sentire), astensione dalla parola oziosa (parlare al momento giusto ragionevolmente). |
| Retta azione           | Si ha la retta azione quando si rinuncia a fare cose che possano danneggiare gli altri o se stessi. |
| Retta sussistenza      | Nel momento in cui si pratica uno stile di vita equilibrato, cercando di evitare gli eccessi e sostenendosi in maniera che non si rechi danno agli altri, si ha la retta sussistenza. |
| Retto sforzo           | Si ha un retto sforzo dal momento in cui si investono le proprie energie per conseguire una meta, ma non deve essere dominato dal concetto di guadagno o dalla bramosia di avere ciò che non si ha. |
| Retta presenza mentale | Tutte le volte che si ha la consapevolezza di guardare se stessi da una prospettiva diversa, tenendo la mente aperta, pensare al presente e non giudicare, si ottiene la retta presenza mentale. |
| Retta concentrazione   | La retta concentrazione si ottiene aumentando la riflessione, la tranquillità e l'integrità del cuore. Tutto ciò porta alla cessazione della sofferenza. |

## Mudra e Asana
Nei vari livelli del tempio si incontrano numerose statue del Buddha, rappresentato in diverse posizioni delle mani, dette Mudra, e in diverse posizioni del corpo e dei piedi, dette Asana.
La statua del Buddha Amoghasiddhi è di colore verde ricoperto d'oro ed è rivolta verso nord. Il verde è simbolo si successo, coraggio e protezione. Buddha tiene le mani in posizione di Dhyanamudra, gesto di meditazione. Ha le mani sul ventre e i palmi girati verso l'alto. La mano destra si posa sulla sinistra e i pollici, sfiorandosi, formano una specie di triangolo, segno del fuoco spirituale in grado di bruciare le impurità. Le gambe sono in posizione di meditazione detta Dhyanasana: incrociate con i piedi rivolti verso il grembo e le piante, essendo girate verso l'alto, sono ben visibili.

## Affresco della nascita di Siddharta Gautama
Nel tempio si trova un affresco che rappresenta la nascita di Siddharta. Seguendo il filo della leggenda, che narra che sia nato in un giardino sotto l'ombra di un albero, l'affresco è ambientato in un prato verde pieno di alberi e fiori di loto perché, si dice che Siddharta sia nato in piedi facendo i suoi primi passi e dove mettesse i suoi piedi, nascessero questi fiori. Vicino a Siddharta viene raffigurato lo spirito del Buddha (riconoscibile dalla Usnisa, una pretuberanza posta sul capo) nel gesto di accompagnare il bambino. Intorno al bambino vengono ritratte delle donne inginocchiate che pregano in direzione del piccolo Siddharta.

## I draghi
In tutto il Wat Thaton, si trovano rappresentazioni di draghi, sia interi, sia divisi in tre parti: teste, corpi e code. La motivazione è simbolica: il drago ha una funzione protettiva e i suoi pezzi sparsi "avvolgono" il tempo proteggendolo. Le teste si trovano in prossimità delle porte, il corpo viene dipinto sulle pareti e la coda viene posta alla fine del tempio.

## Buddha felice
Nei giardini di Wat Thaton si trova una statua del Buddha felice, o che ride, di colore bianco. La differenzia dalle altre statue il fatto che in questa Buddha sia raffigurato sorridente e pingue. È credenza popolare che questo Buddha, ilare e con un ventre ampio e sporgente, porti nella vita fortuna e prosperità.